# لوي بلون (مترو باريس)
لوي بلون (بالفرنسية: Louis Blanc)‏ هي محطة مترو تابعة لمترو باريس تقع في فرنسا في الدائرة العاشرة في باريس.[بحاجة لمصدر]

## معرض صور

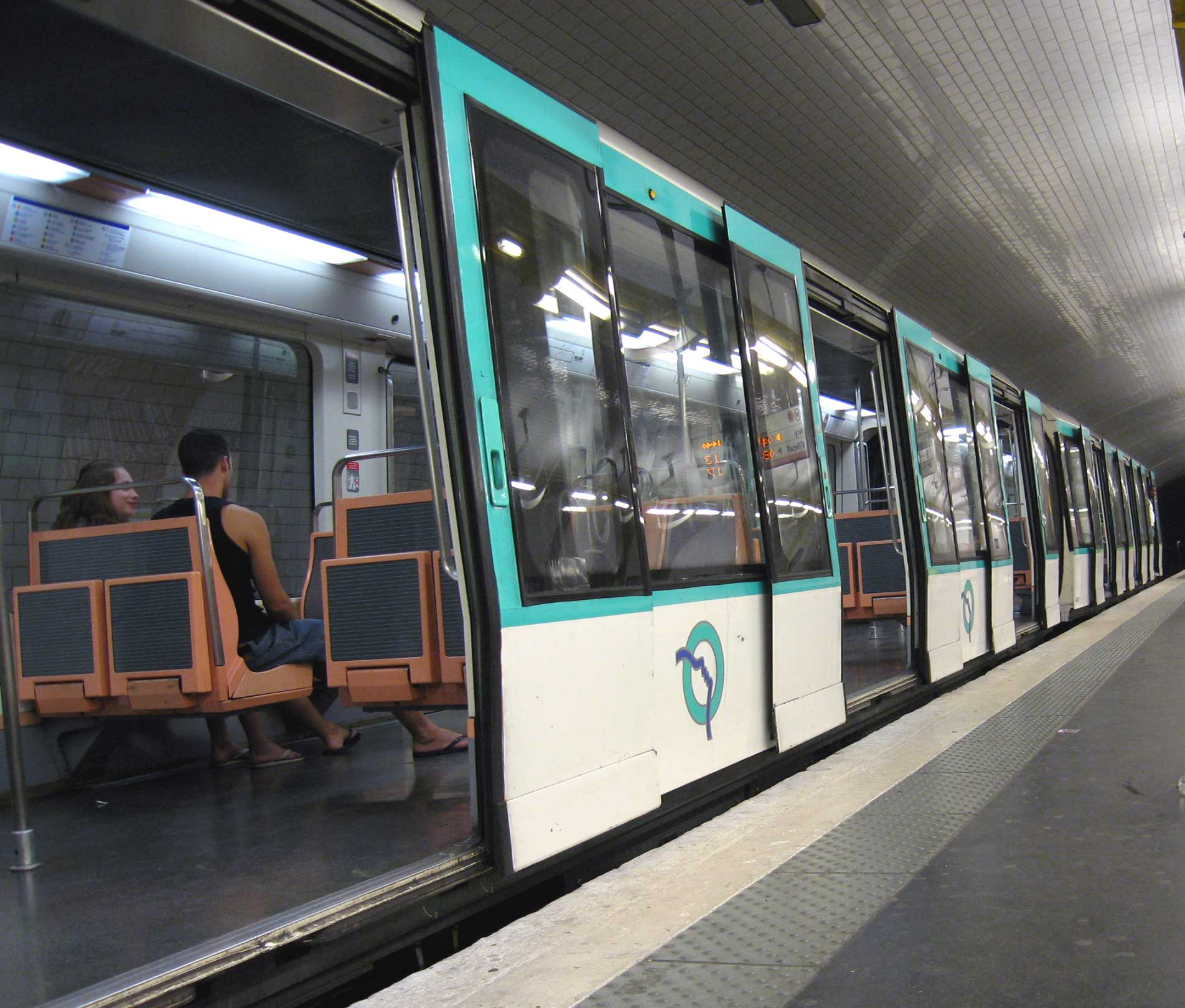
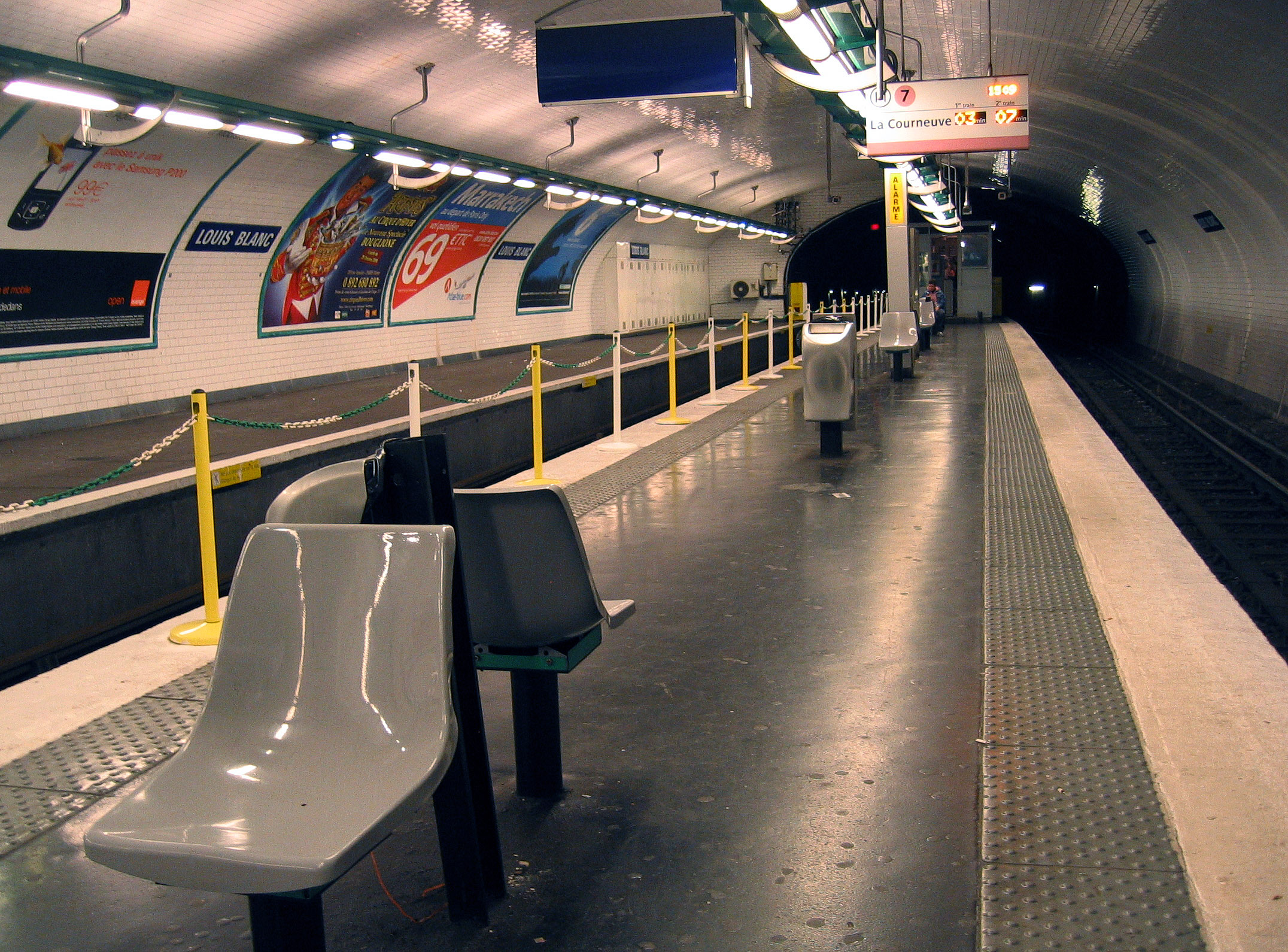
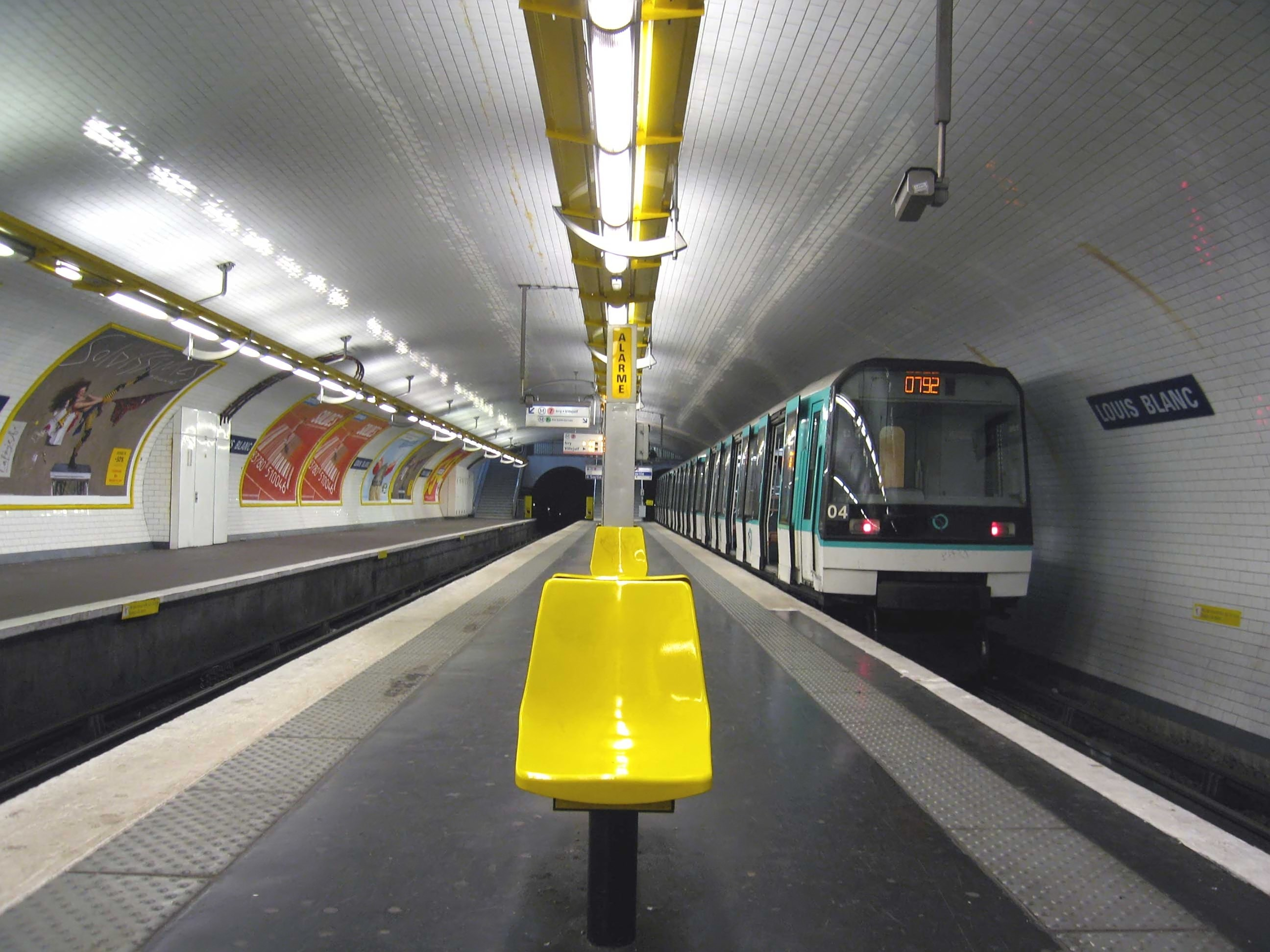
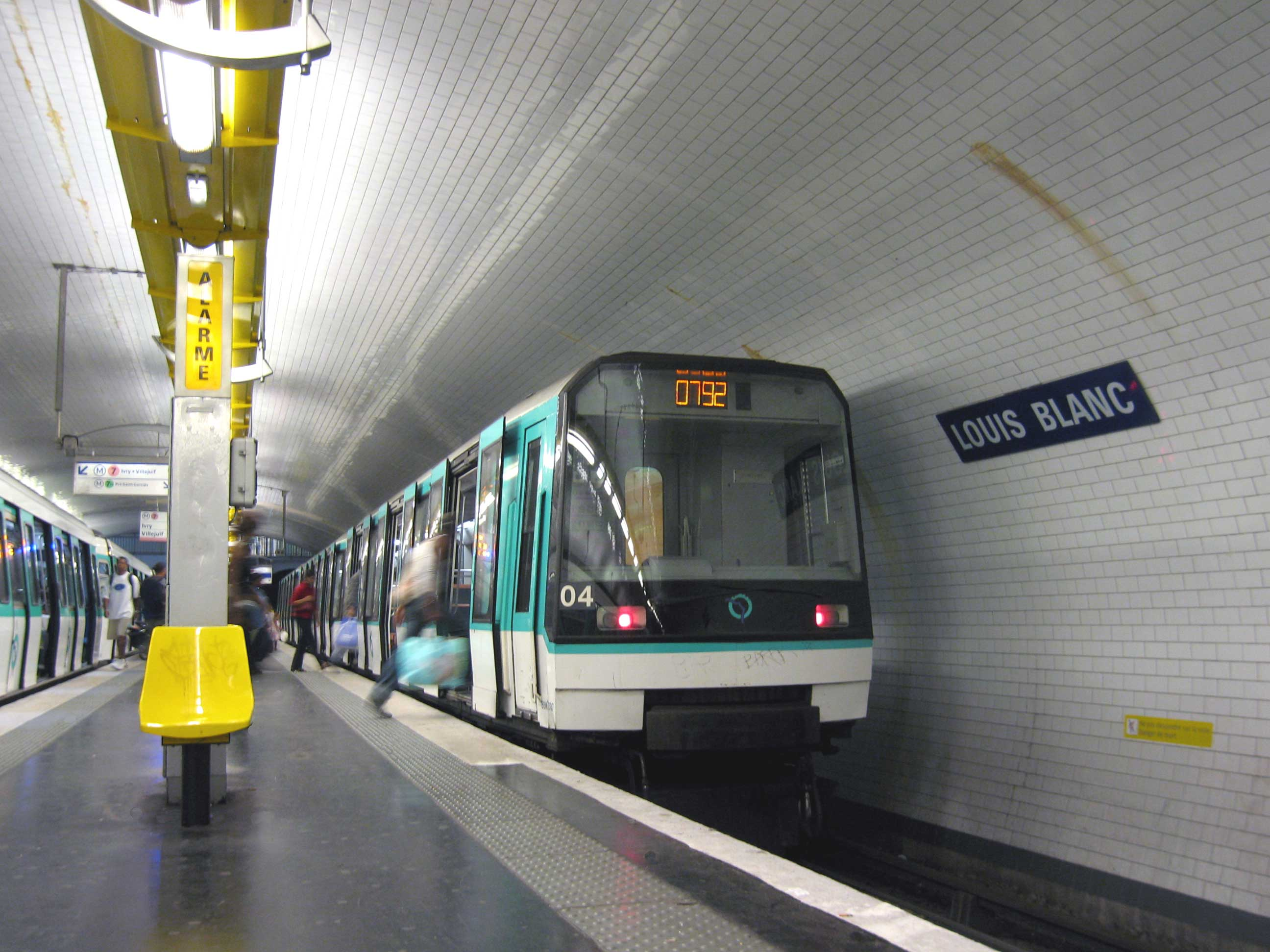
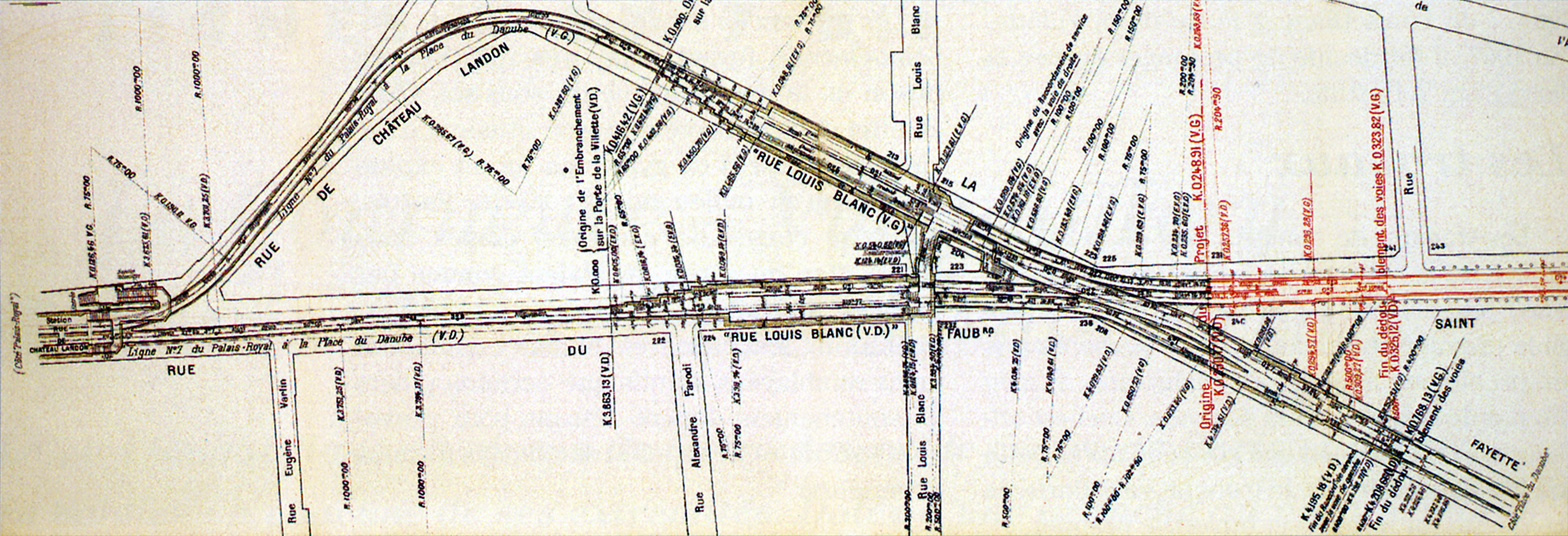